# Ischnura verticalis
Ischnura verticalis là một loài chuồn chuồn kim trong họ Coenagrionidae.
Ischnura verticalis is in 1839 voor het eerst wetenschappelijk beschreven bởi Say.

## Hình ảnh

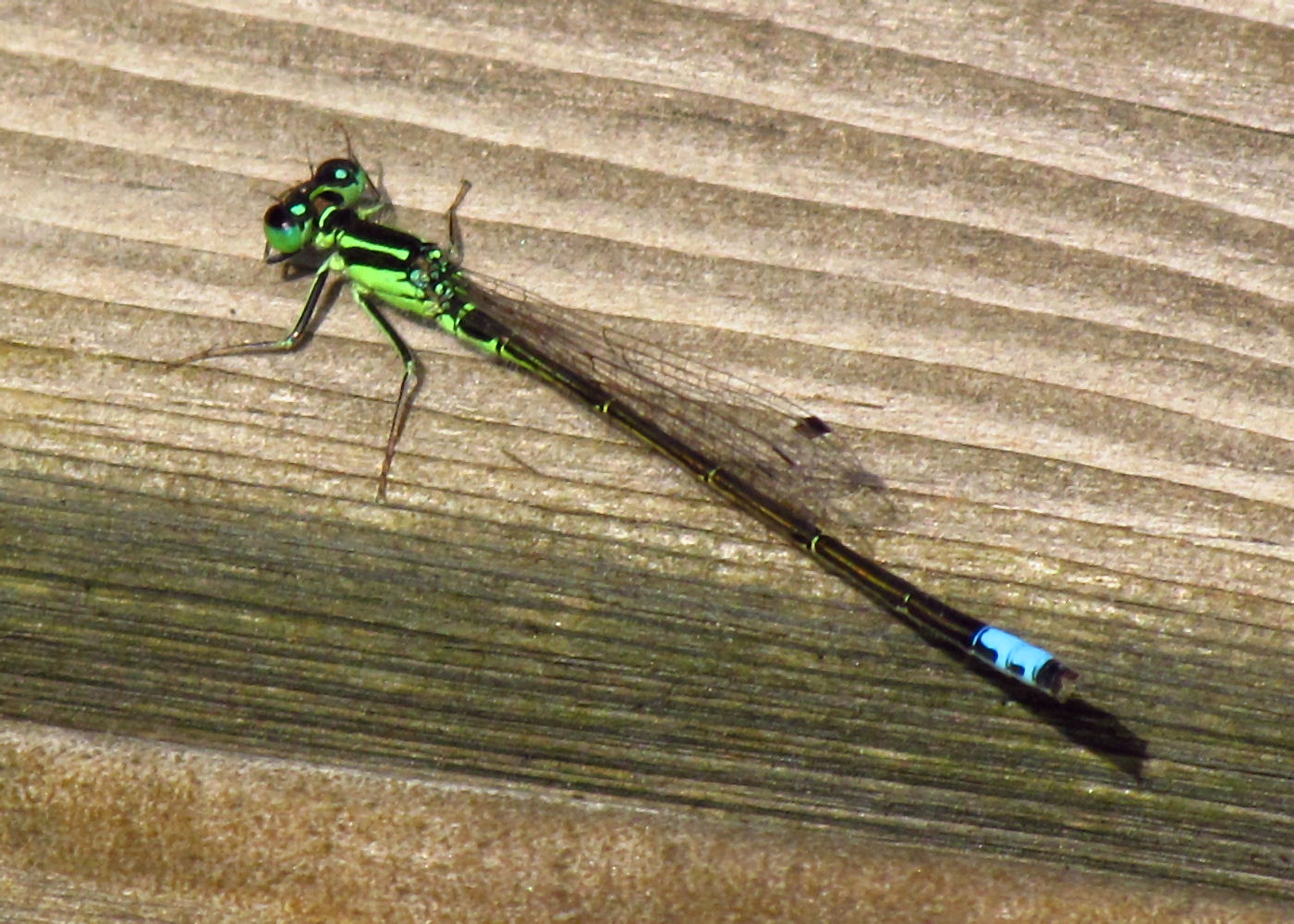
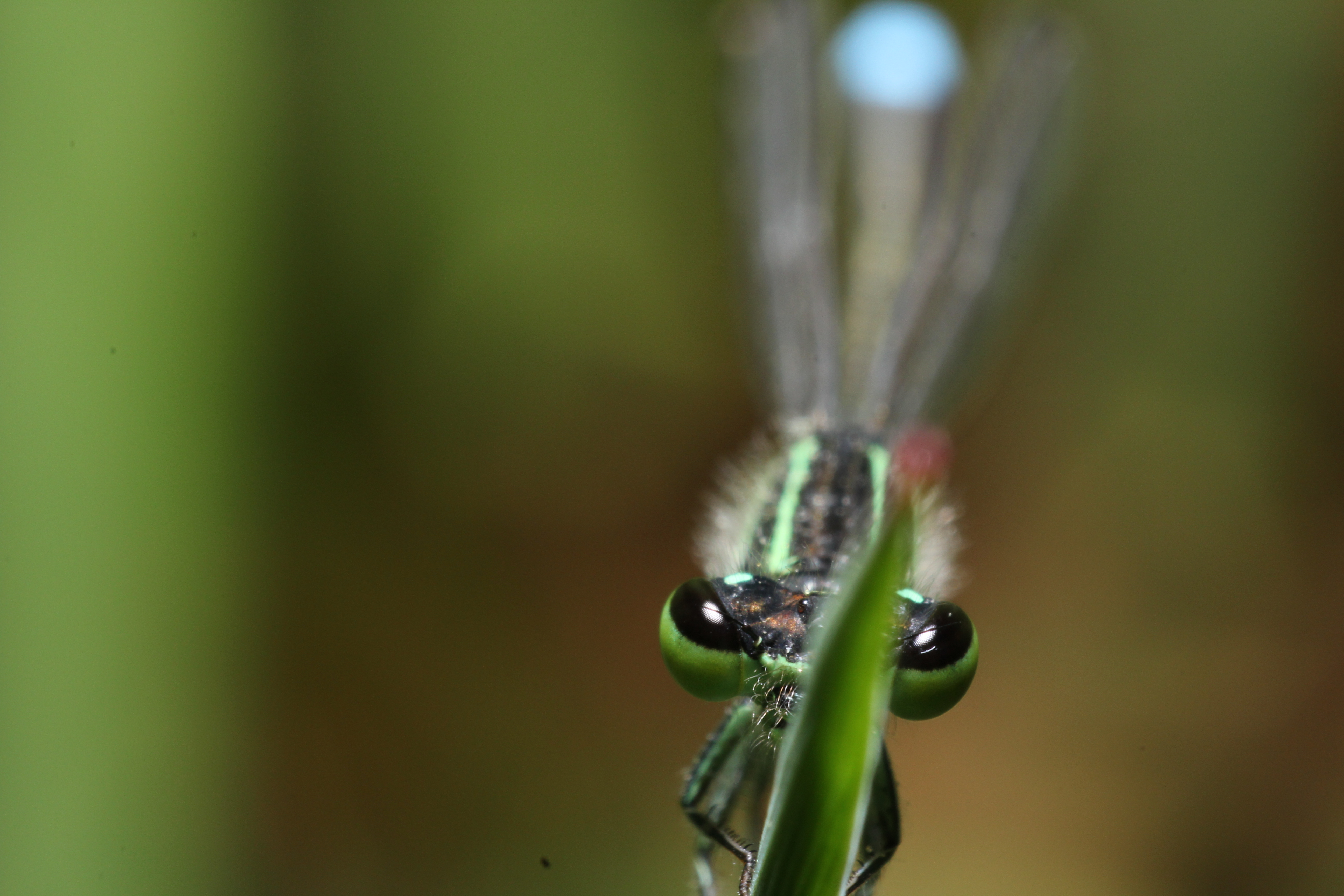
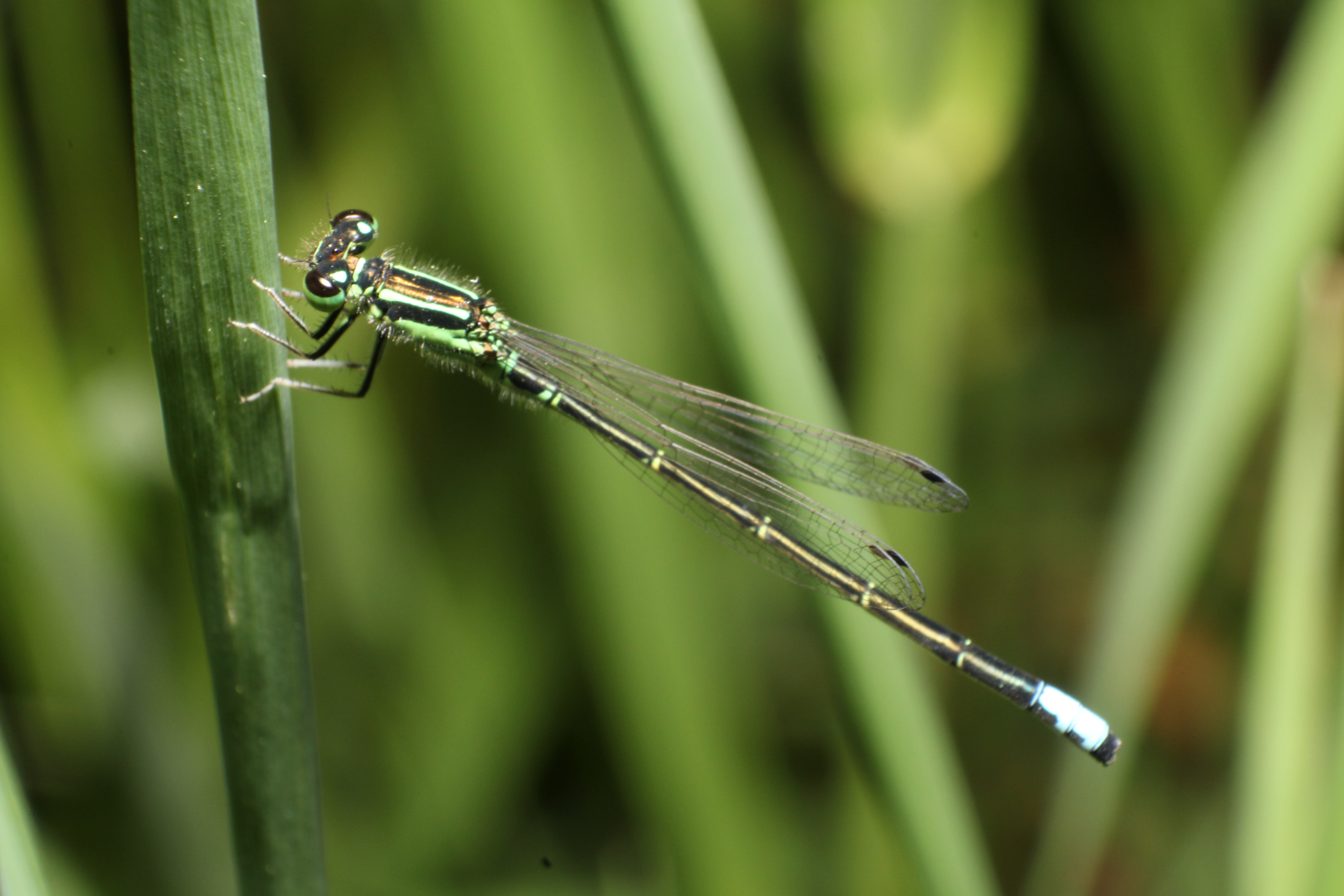
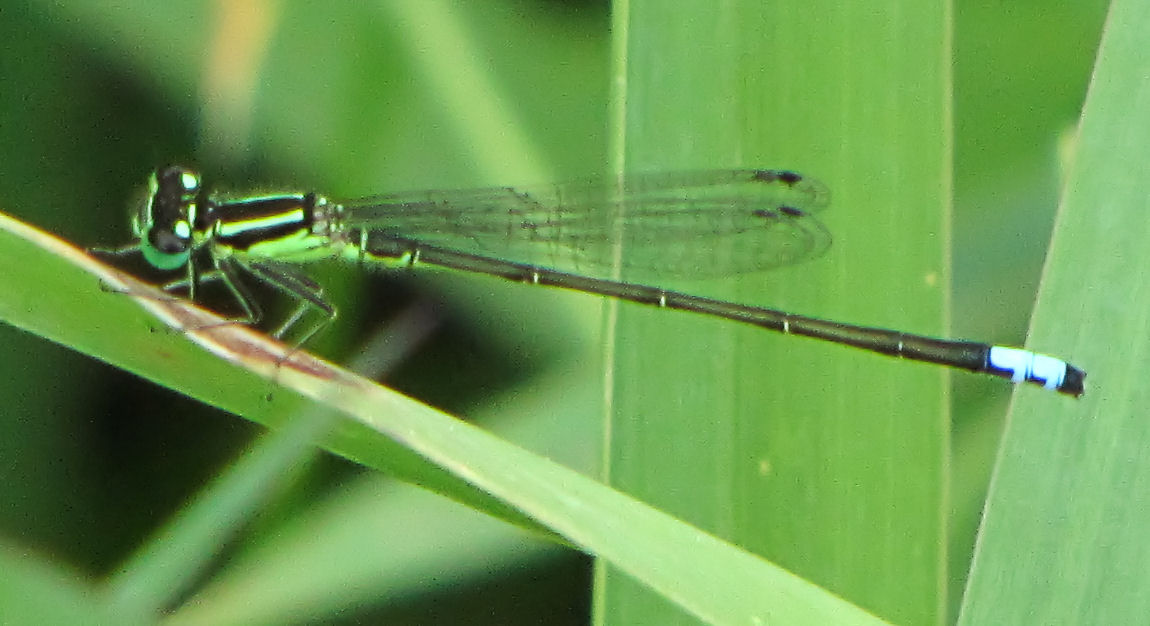